# キャラクターモデル
キャラクターモデルとは、映画、アニメ、ゲーム、漫画などに登場する架空のメカや怪獣、人物などの模型（プラモデル）のことを指す。実物を縮小したスケールモデルに対する言葉として使用されることが多い。キャラクターキット、マスコミモデル、アニメモデルなどと称されることもある。
キャラクター模型の形態が、レジンキャストキット、ソフビキット、バキュームフォームキット等のガレージキットを含めて多様化したことで、金型射出成型によるプラモデル形態のものはインジェクションキットという場合もある。

## 概要
キャラクターは、小説、漫画、映画、アニメ、コンピュータゲームなどのフィクションに登場する人物や動物などのことであり、その性格なども含めた意味で使われる事が多い。キャラクターモデルの場合は特に画像を伴うメディアに登場し、その姿形に版権（著作権）の存在するものを指しており、人物のみならず版権の存在するメカや怪獣、小道具など全般の模型をキャラクターモデルと称している。従って、本来は元となる作品のないメーカーオリジナルデザインの模型はキャラクターモデルではないが、一般的にはオリジナルの模型であっても、特にSF風のデザインのものはキャラクターモデルに含めて扱われる事が多い。

## 日本のキャラクターモデル
日本最初のキャラクターモデルは1960年に今井科学が発売した鉄人28号のプラモデルであり、その成功以来多くのキャラクターモデルが作られている。

### 初期のキャラクターモデル
初期にキャラクターモデルを手がけていた主な模型メーカーは、マルサン商店、今井科学、緑商会、日東科学教材などである。
今井科学は鉄人28号以降、アニメや漫画に登場するキャラクターやメカ、映画007シリーズに登場するメカなどのプラモデルを発売していた。この当時のキャラクターモデルは飽くまでも玩具として作られており、走ったり、歩行したり、合体変形するギミックが優先された。ディスプレイモデルも存在したが、一部にはベースにカレンダーを入れるなどの日用品としての機能を備える事もあった。またその位置づけから純然たる女児向けの「魔法使いサリー」のプラモデルなども存在した。1967年以降に発売したサンダーバードシリーズは大ヒットとなった。
また、マルサン商店は第一次怪獣ブームの始まる1960年代半ばからゴジラシリーズやウルトラシリーズに登場する怪獣やメカのモデルを主に発売したが、日本国外のSF映画やテレビ番組に登場するメカの模型も一部発売していた。
しかし怪獣やサンダーバードのブームは去り今井科学はポストサンダーバードとして力を入れて開発したキャプテン・スカーレットとマイティジャックのプラモデルはどちらも不発に終わり、マルサン商店もブームの冷え込みとともに業績を悪化させ、どちらも1968年に倒産（後に復活）した。
そして、サンダーバードシリーズを含む金型の一部は大手玩具メーカーであったバンダイに売却され、その後玩具だけでなくプラモデルの製造も行うようになった。特に1973年に始まったマジンガーZは、キャラクタービジネスとして大成功を収めたため、その後玩具メーカーがアニメや特撮番組のメインスポンサーとなり、番組に登場するキャラクターの玩具やプラモデルを販売するという図式が確立された。
もっとも飽くまでも当時のキャラクターモデルは玩具であり、プロポーションよりもギミックこそが優先されていた。優れたプロポーションのキャラクターモデルも存在したが、ギミックの為にゼンマイボックスやタイヤの穴が開いており、純然たるプロポーション志向ではなかった。しかしながら、ユーザーの高年齢化に伴う嗜好の変化が顕在化し、新たなキャラクターモデル誕生の嚆矢となった。

### 宇宙戦艦ヤマト
宇宙戦艦ヤマトは、1974年の本放送時は低視聴率により半年で打ち切りとなったが、再放送で人気が上昇し、1977年にはTV版の再編集に一部新作カットを加えた劇場版が公開された。本放送当時バンダイから発売されていたプラモデルはゼンマイにより走行する仕様であったが、劇場版公開に合わせて再発売されたヤマトのキットは、ファンの声を取り入れてゼンマイを撤去し、走行のために省略されていた第三艦橋を再現したものとなっていた。翌1978年には完全新作の続編の劇場公開に合わせて大量の新作プラモデルが発売されたが、これらはそれまでの常識であったギミックを廃した完全なディスプレイ仕様となっており、スケールの統一こそなされていないものの、スケールモデルの手法によって作られた初のキャラクターモデルと呼べるものとなっていた。ヤマト以降、キャラクターモデルもディスプレイ仕様の物が増加して行ったが、更に大きな転換点となった作品が機動戦士ガンダムである。

### 機動戦士ガンダム
機動戦士ガンダムも1979年の本放送時は視聴率が低く、キャラクター玩具の売り上げも伸び悩んだため、1年間放送する予定であったが約2ヶ月短縮されている。また、メインスポンサーのクローバーはプラモデル部門を持たなかったため、プラモデルは発売されていなかった。ガンダムは、視聴率にはあまり結びつかなかったものの、放送中から一部アニメファンの注目を集めており、またプラモデル専門誌にフルスクラッチビルドの作例が載った事もあって、バンダイにプラモデル化の要望が多く寄せられた。その結果バンダイは放送終了後のプラモデル発売という極めて異例の決断を下し、1980年からプラモデル（ガンプラ）の発売を行った。このプラモデルの最大の特徴は、統一スケールの概念をキャラクターモデルに取り込んだことにある。
ガンダム以前のキャラクターモデルでは、ヤマト等の一部の例外を除き、スケールの表示は行われていなかった。ガンダムのプラモデルにスケールが表示されたのは、宇宙戦艦ヤマトのキット化に際し主役メカのヤマトのみスケールが明記されていたことに倣ったものであるが、モビルスーツの多くは設定寸法がほぼ同じであったため、ガンダムに大きさを揃えて作れば、必然的にスケールも統一されることになった。後に設定サイズの異なるモビルスーツも同一スケールで製品化されたのは、統一スケールというコンセプトが消費者に歓迎されたことのフィードバックであり、これ以降キャラクターモデルでもスケールが表示され、ある程度のスケールの統一がなされるようになった。

### ガンダム以降
ガンダムは社会現象ともなる大ブームとなったため、いわゆるリアルロボットブームが起き、これまでキャラクターモデルを作っていなかったり、キャラクターモデルから遠ざかっていたメーカーが続々とリアルロボットのプラモデル化に参入し、1980年代にはアオシマ、アリイ、今井科学、ニチモ、タカラ、日東、エルエス、ユニオン、学研、グンゼ産業など多くのメーカーから多数のキャラクターモデルが発売された。しかし、イデオン、ダグラム、マクロス、ボトムズのようにある程度のヒットを記録した作品もあったものの、多くの作品では期待したほどのプラモデルの売り上げが得られなかったため、これらのメーカーも順次キャラクターモデルから撤退していった。
また硬質プラスチック素材を金型で射出成型する構造上、プラモデルは柔軟な生物や人間、衣装といった表現は不得手で、それら製品はPVC（ソフトビニール）製のフィギュアが受け持つこととなり、80年代前半頃のうちにキャラクターモデルの主力はロボットなどメカニック系に収斂していく。
1990年代は再びバンダイの寡占に近い状態となり、キャラクターモデルはガンダム以外ヒットしないとも言われ、ガンプラですら敵側の機体はほとんどキット化されないということも珍しくない、冬の時代であったが、90年代後半以降また新たな動きがあった。第一に、それまでスケールモデル専門と思われていたメーカーのキャラクターモデルへの参入である。まずファインモールドが紅の豚に登場するサボイアS.21を発売し、続いてフジミ模型がウルトラセブンに登場する「TDF PO-1ポインター」、ハセガワがマクロスのVF-1 バルキリーでキャラクターモデルに参入した。これらのメーカーのキットは完全にスケールモデルの手法で作られていた。また、アオシマは倒産した今井科学の金型を引き取ったのを契機にキャラクターモデルの新規開発を再び活発化させた。第二に、この頃から玩具メーカーとタイアップせず商品化を前提としない深夜枠アニメ番組の増加や、TVゲーム市場の急伸などを受けて、マスプロメーカーからの製品化の枠に漏れる数多くのキャラクターたちを拾い上げる形でガレージキットの市場が急成長。ここで力を蓄えたWAVEやコトブキヤなど新たにプラモデル（インジェクションキット）へ参入するメーカーが現れてくる。放送開始から30年以上が過ぎたガンダムがいまだに高い人気を持つこともあって、1980年代ほどではないにしろ、日本のキャラクターモデルは再び活況を呈しつつある。
そして2010年代の後半に入ると各社から美少女プラモデルの製品化が相次ぎ、それまでキャラクターモデルの主流であったガンダム等のロボットものに比肩しうるジャンルとして確立していく。

## 日本国外のキャラクターモデル
日本以外では、日本のように玩具メーカーがテレビ番組のメインスポンサーとなる事は殆どないが、人気のある映画やテレビ番組に関しては玩具やプラモデルが発売されている。
例えばスター・ウォーズの旧3部作はmpc社から、スタートレック（宇宙大作戦）のテレビ第1作から劇場版、ディープスペースナインまではAMT社からプラモデルが発売されていた。スケールモデルで評価の高いモノグラム社からも宇宙空母ギャラクティカのキットが出ていた。
レベル社は日本のリアルロボットアニメ3作品を再構成した「ロボテック」のアメリカ放映に合わせて、日本のキャラクターモデルのOEMにより「ロボテックシリーズ」のプラモデルを発売したが、アニメがマクロス、サザンクロス、モスピーダの組み合わせであったのに対し、プラモデルはマクロス、オーガス、ダグラムの組み合わせであった。
イギリスのエアフィックス社は007シリーズや、キャプテン・スカーレットのエンジェルインターセプターなどをモデル化し、2010年には日本の代理店の企画で日本製テレビアニメストラトス・フォー仕様のTSR-2を限定で発売した。イタリアのアトランティック社はGoldorake（UFOロボ グレンダイザー）のキットを出していた。韓国のメーカーからは日本のアニメのキャラクターモデルが多数出ていたが、一部のオリジナル製品以外は日本製キットのOEMまたはコピーであり、どちらか判別のつかないものも存在した。
キャラクターモデルで最も有名なメーカーはアメリカのオーロラ社である。オーロラ社は1950年代初めからプラモデルを発売した古参メーカーで、スケールモデルも多数製品化していたが、それよりもキャラクターモデルの人気が高く、スーパーマンやバットマンのようなコミックヒーロー、ドラキュラ伯爵や半魚人のようなムービーモンスター、ゴジラやキングコングのような怪獣から、シービュー号や2001年宇宙の旅に登場するオリオン号やムーンバスのようなメカまで多数のキットを発売していた。1977年に活動を停止した後、金型の殆どはモノグラム社に移管され、ムービーモンスターシリーズも一部がモノグラムから再発売されている。 また、1990年代の後半から2000年代の前半にかけてポーラー・ライツ社がオーロラの金型を使用した再生産品、オーロラの成型品を基に新たに金型を作成した復刻品、オーロラのテイストで新たに作成したキットなどを販売し、2000年代の後半からはメビウス社が復刻品やオーロラのテイストの新作キットを出すなど、今なおその人気は衰えていない。
イギリスのシタデル社はゲームズワークショップが販売するミニチュアゲーム、ウォーハンマー用のミニチュアを製造・販売している。かつてはメタル製のミニチュアが主力製品であったが、現在ではプラスチック製のフィギュアや戦闘車両のミニチュアが多くリリースされている。
中国では21世紀に入って経済産業が著しい発展に玩具・ホビー業界も例に漏れず、海賊版ガンプラ等のコピー商品も横行しているものの、本物以上にパーツ数など巧緻を凝らした独自設計のものや、日本のアニメ等の影響を受けつつも完全に独自のキャラクター製品も数多く現れており、Amazon等のECサイトを通じて日本へも販路を拡げている。

## キャラクターモデルのスケール
初期のキャラクターモデルでは、スケールは表示されていない事が多かった。ロボットなどをサイズ違いで複数のキットを作る場合でも、必要に応じて（大）、（小）などの表示で区別していただけであった。これはロボットなどのメカのサイズが明確に設定されていないことが多かった事と、たとえ設定があってもキットのサイズがメーカー側の都合で決まる、いわゆる箱スケールであったため、スケールを表示しても殆ど意味が無かったためである。
ガンダム以降はスケール表示が主流となり、ガンプラで採用された1/100スケールと1/144スケールは、航空機モデルの標準スケールである1/72スケールなどと共にその後のキャラクターモデルの標準スケールとなったが、1/100と1/144が採用されたのは偶然の産物である。ガンダムを従来のロボットアニメのプラモデルに倣って大小2つのサイズで設計すると、大は頭頂高が約18cm、小が約12cmとなり、約18mという設定寸法から計算すると約1/100と約1/150に相当することになる。当時1/100スケールはタミヤのミニジェットシリーズなどで比較的ポピュラーなスケールであったため、そのまま採用されたが、1/150は採用されている製品が殆ど無く、近似する1/144スケールは航空機のキットなどで比較的ポピュラーであったため、こちらが採用された。スケールモデルでポピュラーなスケールを採用するという現実的な選択をしたために、10進法のスケールと12進法のスケールが混在することになった。
現在キャラクターモデルでよく使用されているスケールは、1/20、1/24、1/35、1/48、1/72、1/100、1/144、1/700などスケールモデルと共通のものが多いが、1/60、1/550、1/1700等のようにスケールモデルでは殆ど見られないものも含まれている。1/60スケールがガンダムを30cmサイズでモデル化した場合のスケールであるように、これらは元々はメーカーの都合で作られた箱スケールだったものである。
なお、後述する美少女プラモデルおよびその元となった美少女キャラクターフィギュアでは1/12スケール相当（15～20cmサイズ）がデファクトスタンダード化しており、これに合わせたリトルアーモリーなど武器のみのキットのような小物類も多く製品化されるようになっている。

## メーカーオリジナルモデル

### 初期のオリジナルモデル
アニメや漫画に出てくるものではない、メーカーが独自に設計したオリジナルモデルも、国産プラモデルの初期から多数存在している。車やボート、潜水艦などに大砲やミサイルを加えたものから、独自設計の戦車、宇宙船、ロボットまでその形態は様々だが、緑商会のモグラスシリーズに代表される「ドリル戦車」は特に人気が高い。また、モーターやゼンマイで走行したり、合体、変形、組み換え等の多彩なギミックを持ったものも多い。アオシマの「アトランジャー」等の合体シリーズの一部や、レッドホークシリーズ、イマイのロボダッチシリーズなども代表的なオリジナルモデルである。
また、大ヒットした作品があると、そこに登場するキャラクターとそっくりなオリジナルモデルが登場する事もよくあった。ガンプラ最盛期に登場した「モビルフォース ガンガル」や「太陽系戦隊 ガルダン」、「ザ★アニメージ」などが有名であるが、スター・ウォーズシリーズや宇宙戦艦ヤマトに対しても同様にそっくりな製品が登場している。これらは新規に開発される場合もあるが、古いオリジナルキットに一部手を加えただけのものや、殆ど箱絵を変えただけのようなものさえあり、箱絵と中身の差の大きいものも多かった。
かつては多数作られていたオリジナルモデルであるが、リアルロボットブーム時に多くのメーカーが版権付きのキャラクターモデル製作への参入と撤退を行った反動もあり、一時期は殆ど作られていなかった。

### 美少女プラモデルの台頭
しかし2009年からコトブキヤは初の本格的自社オリジナルモデルシリーズである「フレームアームズ」を始動。その派生シリーズとして2015年からリリースされた「フレームアームズ・ガール」を皮切りに『美少女プラモデル』のジャンルが確立し、再び各社からのオリジナルモデルが多数リリースされることとなる。
背景には、2000年代末頃から海外生産移転により市場が急成長したPVC製彩色済みキャラクターフィギュアが、2010年代半ば頃からは円安転換、中国の人件費上昇などでコスト高騰の逆風にさらされるようになり、工程の自動化率が高く相対的に人件費影響が小さいプラモデルに活路を求めたことがある。
コトブキヤの「メガミデバイス」「創彩少女庭園」「アルカナディア」「無限邂逅メガロマリア」、マックスファクトリーの「minimum factory」「ギルティプリンセス」「ゴッズオーダー」、グッドスマイルカンパニーの「チトセリウム」「VALKYRIE TUNE」、マックスファクトリー×グッドスマイルカンパニーの「PLAMATEA」、ボークスの「ブロッカーズFIORE」、アオシマの「アトランジャー」「ヴァリアブルファイターガールズ」、ハセガワの「たまごガールズ」「A.S.G.ガールズ」、バンダイの「30 MINUTES SISTERS」、「30 MINUTES PREFERENCE」、タカラトミー×コトブキヤの「メタモルバース」など多数がリリースされる状況は、一部ファンからはさながら戦国時代のようであるとも揶揄される。グッドスマイルカンパニーの「ACT MODE」やメガハウスの「デスクトップアーミー」、アゾンインターナショナルの「アサルトリリィ」のようにアクションフィギュアとプラモデルが同梱したものもある。